# Yakari (animatieserie uit 1983)
Yakari is een Belgische animatieserie die gebaseerd is op de gelijknamige stripreeks van de Zwitsers Derib en Job.

## Inhoud
Deze televisieserie gaat over een indiaan genaamd Yakari die met de dieren kan praten. Hij wordt bij zijn avonturen bijgestaan door onder andere zijn paard en zijn totemdier.

## Afleveringen
1.Le mur de rochers

2. Bison Blanc

3. La pêche

4. La sécheresse

5. L'oisillon

6. La grotte

7. La source

8. Le serpent

9. Le petit bison

10. Les oeufs

11. Poursuite

12. L'ombre

13. Le grizzly

14. L'île

15. Le renard

16. La poursuite

17. Les renardeaux

18. Les prisonniers de l'île

19. Le message

20. Le glouton

21. L'inondation

22. Nanabozo

23. Graine-De-Bison

24. Les mocassins magiques

25. La flèche infaillible

26. Le pays des ours blancs

27. Le rhume

28. Le remède

29. Le calumet

30. Le collier

31. Les cornes du désert

32. Les loutres

33. La guérison

34. Le pélican

35. Le corral

36. Sous la prairie

37. Petit tonnerre

38. Les épreuves

39. Le cheval sauvage

40. Le loup

41. La sculpture

42. Tilleul

43. La rivière

44. La disparition de Tilleul

45. L'alerte

46. L'orage

47. Le retour du pélican

48. Au pays des loups

49. La plume

50. Le totem

51. Grand Aigle

52. Le départ

## Achtergrond
De serie is meerdere keren op VHS uitgebracht. In 2005 verscheen er een nieuwe gelijknamige animatieserie gebaseerd op dezelfde stripreeks.